# Marquette (Nebraska)
Marquette es una villa ubicada en el condado de Hamilton en el estado estadounidense de Nebraska. En el Censo de 2010 tenía una población de 229 habitantes y una densidad poblacional de 427,14 personas por km².

## Geografía
Marquette se encuentra ubicada en las coordenadas 41°0′23″N 98°0′35″O / 41.00639, -98.00972. Según la Oficina del Censo de los Estados Unidos, Marquette tiene una superficie total de 0.54 km², de la cual 0.54 km² corresponden a tierra firme y (0%) 0 km² es agua.

## Demografía
Según el censo de 2010, había 229 personas residiendo en Marquette. La densidad de población era de 427,14 hab./km². De los 229 habitantes, Marquette estaba compuesto por el 99.56% blancos, el 0% eran afroamericanos, el 0% eran amerindios, el 0% eran asiáticos, el 0% eran isleños del Pacífico, el 0% eran de otras razas y el 0.44% pertenecían a dos o más razas. Del total de la población el 2.62% eran hispanos o latinos de cualquier raza.